# John B. Goodenough
John Bannister Goodenough (25. juli 1922 i Jena, Tyskland, død 25. juni 2023) var en amerikansk fysiker og professor.
Goodenough var med-opfinder af det genopladelige lithium-ion-batteri, han udviklede det i 1980. Sammen med et team af ingeniører fra University of Texas blev udviklet arvtageren til lithium-ion-batteriet. Det nye batteri kan lagre tre gange så meget energi som det tidligere lithium-ion-batteri og virker ved fuld kapacitet i helt ned til -20 grader, hvor et lithium-ion-batteri i dag skal varmes op til 20 plusgrader for at yde sit bedste.

Han modtog i 2019 Nobelprisen i kemi i en alder af 97 år, og blev dermed den ældste vinder af en Nobelpris nogensinde.